# Lihir Gold
Lihir Gold Ltd - przedsiębiorstwo zajmujące się wydobyciem złota w trzech państwach: Papui-Nowej Gwinei (PNG), Australii i na Wybrzeżu Kości Słoniowej. Firma zarejestrowana jest na Papui-Nowej Gwinei, jednak jej faktyczna siedziba znajduje się w Brisbane w Australii. Jest notowana na czterech giełdach papierów wartościowych: w Sydney, gdzie wchodzi w skład indeksu największych spółek S&P/ASX 50, a także w Nowym Jorku (NASDAQ), Toronto i Port Moresby.
Firma powstała w 1995 i początkowo jej głównym przedsięwzięciem była eksploatacja złóż złota na należącej do PNG wyspie Lihir. W latach 2007–08 kupiła dwie australijskie spółki: Ballarat Goldfields oraz Equigold NL, co rozszerzyło jej działalność wydobywczą na trzy lokalizacje w Australii oraz jedną na Wybrzeżu Kości Słoniowej.